# Județul Constanța
Județul Constanța este județul cel mai urbanizat din România, populația totală fiind de 655.997 locuitori la Recensământul din 2021. De asemenea, județul Constanța se află pe locul 5 între județe în ceea ce privește contribuția la PIB-ul României, respectiv 21,73 miliarde lei. Județul este situat în extremitatea SE a României. Reședința județului este municipiul Constanța.
La Nord este despărțit de județul Tulcea printr-o linie convențională, ce șerpuiește între Dunăre și Marea Neagră străbătând Podișul Casimcei și complexul limanelor Razim, Zmeica și Sinoe).
La Sud este mărginit de frontiera de stat româno-bulgară ce traversează Podișul Dobrogei de Sud între Ostrov (la vest) și Vama Veche (la est).
La Vest - fluviul Dunărea desparte județul Constanța de județele Călărași, Ialomița și Brăila, curgând de-a lungul malului înalt al Dobrogei.
La Est - între Gura Portița și localitatea Vama Veche, podișul dobrogean, este scăldat de apele Mării Negre. De la linia țărmului spre larg, 12 mile marine (echivalent cu 22 km), se întinde zona apelor teritoriale românești stabilite conform convențiilor internaționale.
Cu cei 7071,29 kilometri pătrați, județul Constanța deține 2,97% din suprafața României și se află pe locul 8, după suprafață, și pe locul 5, după populație, între județele țării.

## Populația
Județul Constanța - evoluția demografică

Date: Recensăminte sau birourile de statistică - grafică realizată de Wikipedia

### Structura populației
Date demografice 2021:
- Total locuitori: 655.997
- Densitate medie: 92,77 loc/kmp

## Căile de acces
În Județul Constanța converg numeroase căi de acces - terestre, navale și aeriene.

### Căile rutiere

#### Drumuri de mare viteză
- Autostrada A2: București  - Nod rutier cu Autostrada A4 - 202 km E81

#### Drumuri naționale
- DN2A: Podul Giurgeni–Vadu Oii - Hârșova - Constanța - 94 km E60
- DN3: Ostrov - Constanța - 133 km
- DN3C: Centura Vest Constanța - Ovidiu - 15,5 km
- DN22: Mihai Viteazu - Ovidiu - 48 km E87
- DN22A: Hârșova - Limita Județului Tulcea - 21 km
- DN22C: Cernavodă - Medgidia - Basarabi - 54 km
- DN38: Techirghiol - Negru Vodă - Hotar cu Bulgaria - 54 km E675
- DN39: Intersecția Cumpăna - Mangalia - Vama Veche - 63 km E87

#### Drumuri județene
1. DJ 222 Limita jud. Tulcea-Râmnicu de Jos-Grădina-Cheia-Târgușor-Mihail Kogălniceanu-M. Vodă-Medgidia-Peștera-Pietreni
2. DJ 222 DN 22A Gârliciu-limita jud. Tulcea
3. DJ 223 Saraiu-Cloșca-Horia-Tichilești-Topalu-Capidava-Dunărea-Seimeni-Cernavodă-Cochirleni-Rasova-Vlahii-Aliman-Floriile-Ion Corvin
4. DJ 223A Vulturu-Limita jud.Tulcea
5. DJ 223B Peștera-Ivrinezu Mare-Ivrinezu Mic-Rasova
6. DJ 223C Cernavodă-DN 22C
7. DJ 224 DN 22C-Tortomanu-Siliștea-Băltăgești-Crucea-Vulturu
8. DJ 225 DN 22C-Tortomanu-Dorobanțu-Nicoale Bălcescu-Târgușor-Mireasa-Pantelimon-Runcu-Vulturu-Dulgheru-Stejaru-Saraiu
9. DJ 226 DN 22-Lumina-Năvodari-Capul Midia-Corbu-Săcele-Istria-Sinoe-Mihai Viteazu
10. DJ 226A Cetatea Histria-Nuntași-Tariverde-Cogealac-Rm. de Jos
11. DJ 226B DN 2A-Pantelimon-Pantelimon de Jos-Grădina-Cogealac
12. DJ 228 DN 22C-Nazarcea-DN 2A
13. DJ 307 Deleni-Sipote
14. DJ 388 Ciocârlia de Sus-Lanurile-Mereni
15. DJ 381 DN 38-Potârnichea-Bărăganu-Ciocârlia de Sus-Valea Dacilor-Medgidia
16. DJ 391 DN 39-Albești-Cotu Văii-Negru Vodă-Cerchezu-Viroaga-Negrești-Cobadin-Ciobănița-Osmancea-Mereni-Topraisar-Biruința-Tuzla
17. DJ 391A Oltina-Răzoare-Băneasa-Văleni-Sipotele-Tufani-Furnica-Olteni-Viroaga
18. DJ 392 Mangalia-Pecineaga-Amzacea-G-ral Scărișoreanu-Plopeni-Movila Verde-Independența-Dumbrăveni
19. DJ 393 Techirghiol, Moșneni-Pecineaga-Albești-Frontiera Bulgaria
20. DJ 394 23 august-Dulcești-Pecineaga

### Căile ferate
Dintre căile ferate se pot aminti:
- București - Fetești - Cernavodă - Constanța - 225 km
- Tulcea - Medgidia - Constanța - 179 km
- Negru Vodă - Medgidia - Constanța - 92 km
- Mangalia - Constanța - 43 km

### Căile navale
Există posibilitatea accesului spre Constanța pe apă:
- prin intermediul Dunării (porturile Cernavodă și Hârșova)
- prin intermediul Canalului Dunăre-Marea Neagră (porturile Medgidia, Murfatlar, Ovidiu și Agigea);
- prin intermediul Mării Negre (porturile Constanța, Agigea, Mangalia și Midia)

### Căile aeriene
- Aeroportul Internațional "Mihail Kogălniceanu", situat la aproximativ 25 km de Constanța, asigură accesul spre litoral pe calea aerului.

### Învățământul
În domeniul învățământului, funcționează 568 unități, din care:
- grădinițe - 254;
- școli primare și gimnaziale - 248;
- licee și școli profesionale - 49;
- cluburi sportive - 9;
- universități - 8;

## Politică și administrație

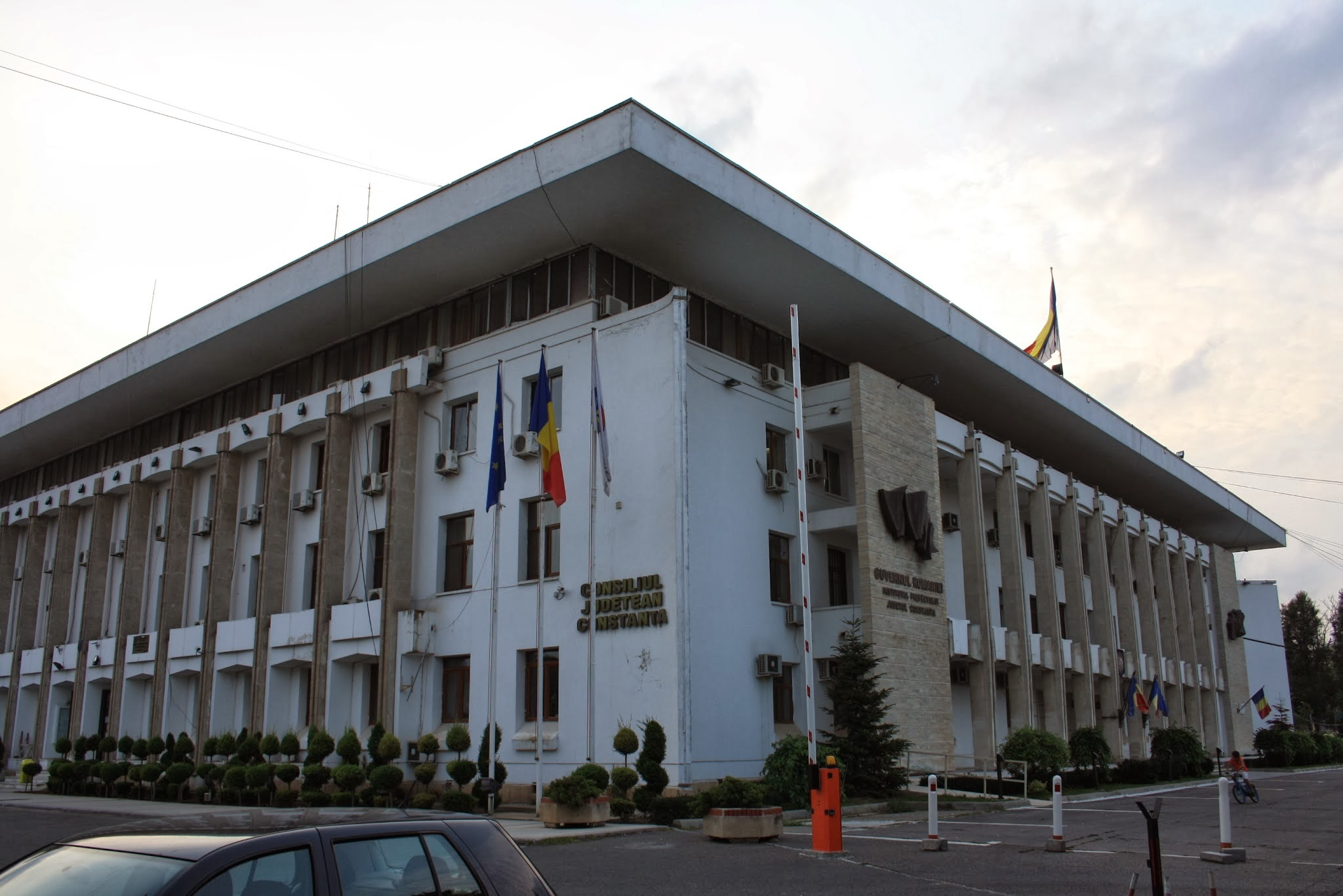
Palatul Administrativ al Constanței în care se află Consiliul Județean Constanța, construit între 1967-1968 după planurile arhitecților Ioan Pușchilă și Ion Teodor

Județul Constanța este administrat de un consiliu județean format din 36 consilieri. În urma alegerilor locale din 2024, consiliul este prezidat de Florin Mitroi[*] de la PNL, iar componența politică a Consiliului este următoarea:
|  | Partid                          | Consilieri | Componența Consiliului | Componența Consiliului | Componența Consiliului | Componența Consiliului | Componența Consiliului | Componența Consiliului | Componența Consiliului | Componența Consiliului | Componența Consiliului | Componența Consiliului | Componența Consiliului | Componența Consiliului | Componența Consiliului | Componența Consiliului | Componența Consiliului |
|  | ------------------------------- | ---------- | ---------------------- | ---------------------- | ---------------------- | ---------------------- | ---------------------- | ---------------------- | ---------------------- | ---------------------- | ---------------------- | ---------------------- | ---------------------- | ---------------------- | ---------------------- | ---------------------- | ---------------------- |
|  | Partidul Național Liberal       | 15         |                        |                        |                        |                        |                        |                        |                        |                        |                        |                        |                        |                        |                        |                        |                        |
|  | Partidul Social Democrat        | 10         |                        |                        |                        |                        |                        |                        |                        |                        |                        |                        |                        |                        |                        |                        |                        |
|  | Alianța pentru Unirea Românilor | 6          |                        |                        |                        |                        |                        |                        |                        |                        |                        |                        |                        |                        |                        |                        |                        |
|  | Alianța Dreapta Unită           | 5          |                        |                        |                        |                        |                        |                        |                        |                        |                        |                        |                        |                        |                        |                        |                        |

## Diviziuni administrative
Județul este format din 70 unități administrativ-teritoriale: 3 municipii, 8 orașe și 59 de comune.
Lista de mai jos conține unitățile administrativ-teritoriale din județul Constanța.
| Stemă              | Nume                | Tip de localitate            | Populație          | Imagine            |
| Municipii și orașe | Municipii și orașe  | Municipii și orașe           | Municipii și orașe | Municipii și orașe |
| ------------------ | ------------------- | ---------------------------- | ------------------ | ------------------ |
|                    | Constanța           | municipiu reședință de județ | 283.872            |                    |
|                    | Mangalia            | municipiu                    | 36.364             |                    |
|                    | Medgidia            | municipiu                    | 39.780             |                    |
|                    | Cernavodă           | oraș                         | 17.022             |                    |
|                    | Eforie              | oraș                         | 9.473              |                    |
|                    | Hârșova             | oraș                         | 9.642              |                    |
|                    | Murfatlar           | oraș                         | 10.216             |                    |
|                    | Negru Vodă          | oraș                         | 5.088              |                    |
|                    | Năvodari            | oraș                         | 32.981             |                    |
|                    | Ovidiu              | oraș                         | 13.847             |                    |
|                    | Techirghiol         | oraș                         | 7.292              |                    |
| Comune             |                     |                              |                    |                    |
|                    | 23 August           | comună                       | 5.483              |                    |
|                    | Adamclisi           | comună                       | 2.250              |                    |
|                    | Agigea              | comună                       | 6.992              |                    |
|                    | Albești             | comună                       | 3.428              |                    |
|                    | Aliman              | comună                       | 2.876              |                    |
|                    | Amzacea             | comună                       | 2.712              |                    |
|                    | Băneasa             | comună                       | 5.384              |                    |
|                    | Bărăganu            | comună                       | 1.991              |                    |
|                    | Castelu             | comună                       | 4.856              |                    |
|                    | Cerchezu            | comună                       | 1.399              |                    |
|                    | Chirnogeni          | comună                       | 3.283              |                    |
|                    | Ciobanu             | comună                       | 3.223              |                    |
|                    | Ciocârlia           | comună                       | 3.220              |                    |
|                    | Cobadin             | comună                       | 8.779              |                    |
|                    | Cogealac            | comună                       | 5.039              |                    |
|                    | Comana              | comună                       | 1.804              |                    |
|                    | Corbu               | comună                       | 5.689              |                    |
|                    | Costinești          | comună                       | 2.866              |                    |
|                    | Crucea              | comună                       | 2.945              |                    |
|                    | Cumpăna             | comună                       | 12.333             |                    |
|                    | Cuza Vodă           | comună                       | 3.586              |                    |
|                    | Deleni              | comună                       | 2.388              |                    |
|                    | Dobromir            | comună                       | 3.031              |                    |
|                    | Dumbrăveni          | comună                       | 552                |                    |
|                    | Fântânele           | comună                       | 1.585              |                    |
|                    | Ghindărești         | comună                       | 1.973              |                    |
|                    | Grădina             | comună                       | 1.050              |                    |
|                    | Gârliciu            | comună                       | 1.619              |                    |
|                    | Horia               | comună                       | 1.115              |                    |
|                    | Independența        | comună                       | 3.121              |                    |
|                    | Ion Corvin          | comună                       | 1.996              |                    |
|                    | Istria              | comună                       | 2.443              |                    |
|                    | Limanu              | comună                       | 6.270              |                    |
|                    | Lipnița             | comună                       | 3.168              |                    |
|                    | Lumina              | comună                       | 8.948              |                    |
|                    | Mereni              | comună                       | 2.227              |                    |
|                    | Mihai Viteazu       | comună                       | 3.244              |                    |
|                    | Mihail Kogălniceanu | comună                       | 9.978              |                    |
|                    | Mircea Vodă         | comună                       | 4.886              |                    |
|                    | Nicolae Bălcescu    | comună                       | 4.757              |                    |
|                    | Oltina              | comună                       | 2.593              |                    |
|                    | Ostrov              | comună                       | 5.069              |                    |
|                    | Pantelimon          | comună                       | 1.608              |                    |
|                    | Pecineaga           | comună                       | 3.189              |                    |
|                    | Peștera             | comună                       | 3.307              |                    |
|                    | Poarta Albă         | comună                       | 5.208              |                    |
|                    | Rasova              | comună                       | 3.762              |                    |
|                    | Saligny             | comună                       | 2.158              |                    |
|                    | Saraiu              | comună                       | 1.282              |                    |
|                    | Seimeni             | comună                       | 2.023              |                    |
|                    | Siliștea            | comună                       | 1.373              |                    |
|                    | Săcele              | comună                       | 2.101              |                    |
|                    | Topalu              | comună                       | 1.785              |                    |
|                    | Topraisar           | comună                       | 5.533              |                    |
|                    | Tortoman            | comună                       | 1.697              |                    |
|                    | Tuzla               | comună                       | 6.711              |                    |
|                    | Târgușor            | comună                       | 1.616              |                    |
|                    | Valu lui Traian     | comună                       | 12.376             |                    |
|                    | Vulturu             | comună                       | 625                |                    |

## Relieful

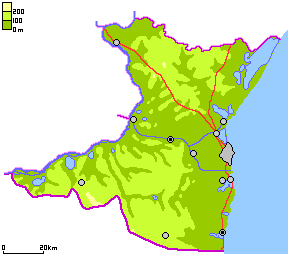
Relieful județului Constanța

Evoluția paleogeografică și acțiunea factorilor modelatori au dus la formarea unor unități de relief caracterizate prin structură de podiș cu altitudine redusă.
Podișul are un aspect tabular, ușor înclinat spre NV și are o pantă mai înclinată în apropierea litoralului și a Dunării, altitudinile oscilând între 0 și 100 m.

### Unități naturale
- Podișul Casimcei
- Podișul Dobrogei de Sud
- Zona Maritimă